# Xu Fu
Xu Fu, w Japonii znany jako Jofuku (徐福) lub Jofutsu (徐巿)  (ur. 255 p.n.e., zm. po 210 p.n.e.) – chiński alchemik z III wieku p.n.e., służący na dworze pierwszego cesarza Chin Qin Shi Huanga, dowódca wyprawy morskiej, która podobno dotarła do wybrzeży Japonii. Pierwszą informację o nim zamieścił Sima Qian w swoich Zapiskach historyka z lat 109–91 p.n.e.
W 210 p.n.e. został wysłany przez Qin Shi Huanga na wschód w poszukiwaniu mitycznych wysp Penglai, Fangzhang i Yingzhou, skąd miał przywieźć ziele nieśmiertelności.
Pierwsza ekspedycja zakończyła się niepowodzeniem, a Xu Fu wkrótce wyruszył w drugą, która już nigdy nie wróciła do Chin. Za drugim razem miał dowodzić flotyllą 50 okrętów z 3000 ludzi na pokładzie. Zgodnie z relacją Sima Qiana wyprawa dotarła do bliżej nieokreślonej wyspy „rozległych równin”, gdzie Xu Fu osiadł i ogłosił się władcą. Według późniejszych legend Xu dopłynął rzekomo do Japonii i założył osadę w regionie Kumano (熊野) na półwyspie Kii. Jego domniemany grób ma znajdować się w Shingū.
Historyczność postaci i domniemany cel żeglugi do dziś są przedmiotem sporów. Podanie o Xu Fu uważano za legendę, echo rzeczywistych kontaktów chińsko-japońskich w starożytności, a nawet dopatrywano się w nim twórcy państwowości japońskiej i pierwszego cesarza Japonii (rzekomo tożsamego z Jimmu). Zdaniem niektórych powszechnie przyjmowana interpretacja informacji z Zapisków Historyka jest błędna i Xu Fu w rzeczywistości dopłynął na Filipiny, a nie do Japonii.